# Dae Dae Grant
Dae Dae Grant (Lorain (Ohio); 30 de marzo de 2001) es un jugador de baloncesto estadounidense que actualmente forma parte de la plantilla del Club Baloncesto Breogán de la Liga Endesa. Mide 1,88 metros y su posición es base.

## Trayectoria
Nacido en Lorain (Ohio), es un base formado en el Lorain High School de su ciudad natal hasta que en 2019, ingresó en la Universidad Miami en el estado de Ohio, donde jugó durante tres temporadas la NCAA desde 2019 a 2022.
En 2022, ingresa en la Universidad Duquesne, situada en Pittsburgh, Pensilvania, donde jugaría otras dos temporadas la NCAA con los Duquesne Dukes, desde 2022 a 2024. En sus cinco años universitarios promedió 14,6 puntos, 3,8 rebotes, 2,7 asistencias por partido.
Después de no ser seleccionado en el draft de la NBA de 2024, su primera experiencia profesional fue en Macedonia del Norte, donde jugó tres encuentros con el Feniks 2010, promediando 28,3 puntos, 6,3 rebotes y 5 asistencias, antes de fichar en el equipo serbio Radnicki KG con el que firmó unas medias de 22,9 puntos (con un 52,2% en tiros de 3), 5,4 rebotes y 5,2 asistencias en 9 encuentros.
El 20 de diciembre de 2024, firma por el Club Baloncesto Breogán de la Liga Endesa.